# Масалаевка
Масалаевка (укр. Масалаївка) — село в Сосницком районе Черниговской области Украины. Население 78 человек. Занимает площадь 0,87 км².
Почтовый индекс: 16103. Телефонный код: +380 4655.
Село расположено на реке Убедь (бассейн реки Десна) в 6 км от пгт Сосница рядом с автомобильной дорогой Т-25-16 Сосница-Короп. До 2000 г. основной выезд из села соединялся с дорогой деревянным мостом, позже замененным на металлический. Окружено лесами и полями, на которых ведется сельское хозяйство. Имеется один продовольственный магазин.

## Власть
Орган местного самоуправления — Загребельский сельский совет. Почтовый адрес: 16105, Черниговская обл., Сосницкий р-н, с. Загребелье, ул. Лесная, 24.